# Schronisko Małe w Górze Drugie
Schronisko Małe w Górze Drugie – jaskinia na Wyżynie Częstochowskiej w obrębie Wyżyny Krakowsko-Częstochowskiej. Administracyjnie należy do wsi Trzebniów w województwie śląskim, w powiecie myszkowskim, w gminie Niegowa.

## Opis obiektu
Znajduje się w skałach na szczycie wzniesienia Góra. Jest to jaskinia typu schronisko w postaci wnęki u północnej podstawy skały. Początkowa jej szerokość wynosi 2 m, wysokość 2 m, a wnęka wnika w głąb skały na 3 m. Nad nią znajduje się okap o wysięgu 1 m, ciągnący się na zachód na długości 4,5 m.
Schronisko powstało w późnojurajskich wapieniach skalistych. Na jego dnie znajduje się próchnica.
W tej samej skale znajdują się jeszcze dwa inne schroniska: Schronisko Wielkie w Górze i Schronisko Małe w Górze Pierwsze.

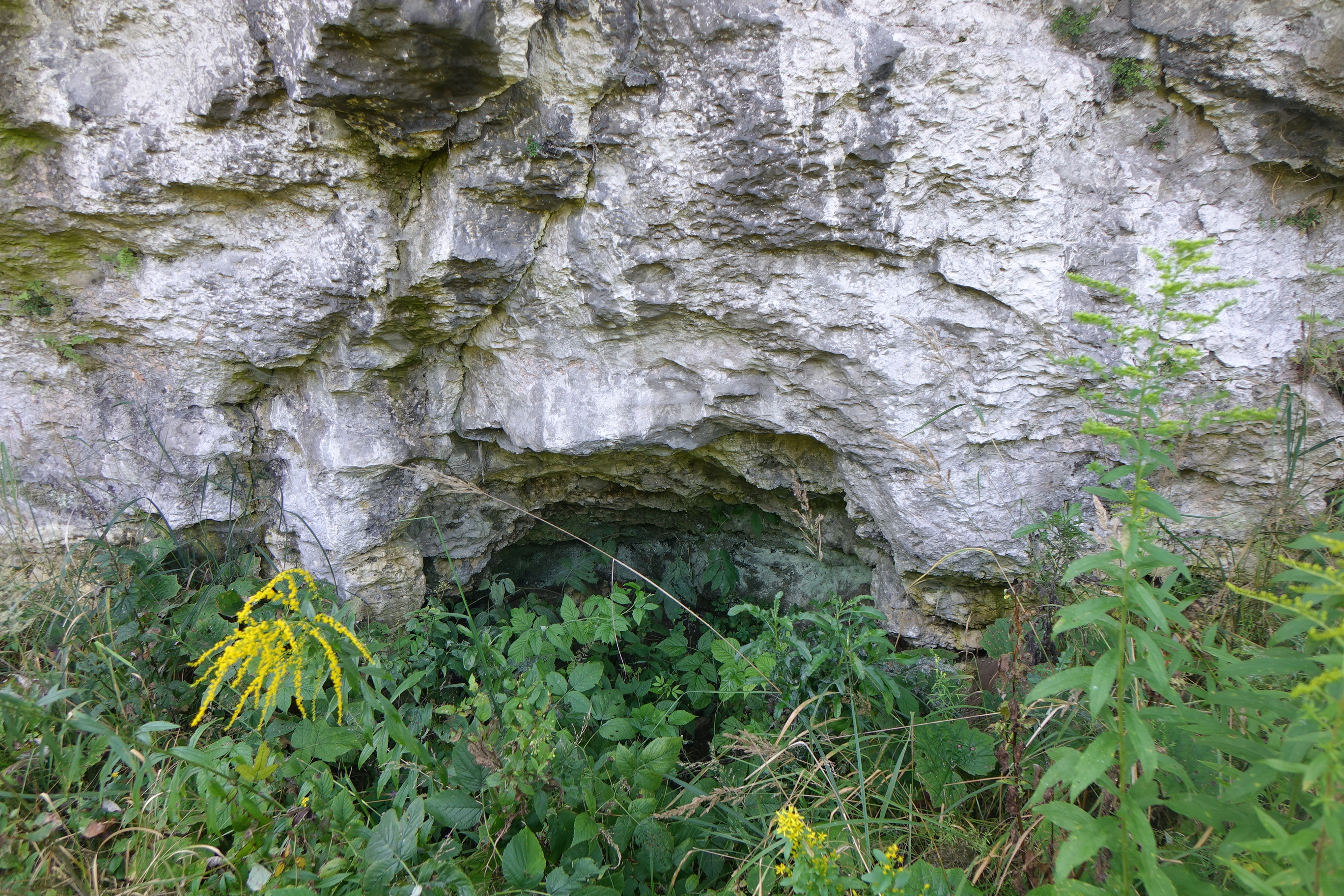